# Czachorowo (Mazovie)
Pour les articles homonymes, voir Czachorowo.
Czachorowo (prononciation : [t͡ʂaxɔˈrɔvɔ]) est un village polonais de la gmina de Gozdowo dans le powiat de Sierpc de la voïvodie de Mazovie dans le centre-est de la Pologne.
Il se situe à environ 5 kilomètres à l'ouest de Gozdowo (siège de la gmina), 19 kilomètres au sud de Sierpc (siège de le powiat) et à 109 kilomètres au nord-ouest de Varsovie (capitale de la Pologne).

## Histoire
De 1975 à 1998, le village appartenait administrativement à la voïvodie de Płock.

Depuis 1999, il appartient administrativement à la voïvodie de Mazovie